# S5 (S-Bahn Rhein-Main)
S5 is een van de negen lijnen die onderdeel zijn van het S-Bahn Rhein-Main-netwerk. De S-Bahn is een regionale metro die de verre buitenwijken en voorsteden verbindt met het centrum van Frankfurt am Main. S4 werd geopend in 1978 en de laatste verlenging vond plaats in 1990. Toen werd de traject van Frankfurt Konstablerwache tot Frankfurt Süd geopend. De lijn loopt van Friedrichsdorf naar station Frankfurt Süd. De S5 is dagelijks in bedrijf tussen ongeveer vier uur 's ochtends en één uur 's nachts. Gedurende het grootste deel van de dag rijdt er per lijn per richting elke 30 minuten een trein; in de spits wordt de frequentie verhoogd naar 15 minuten.

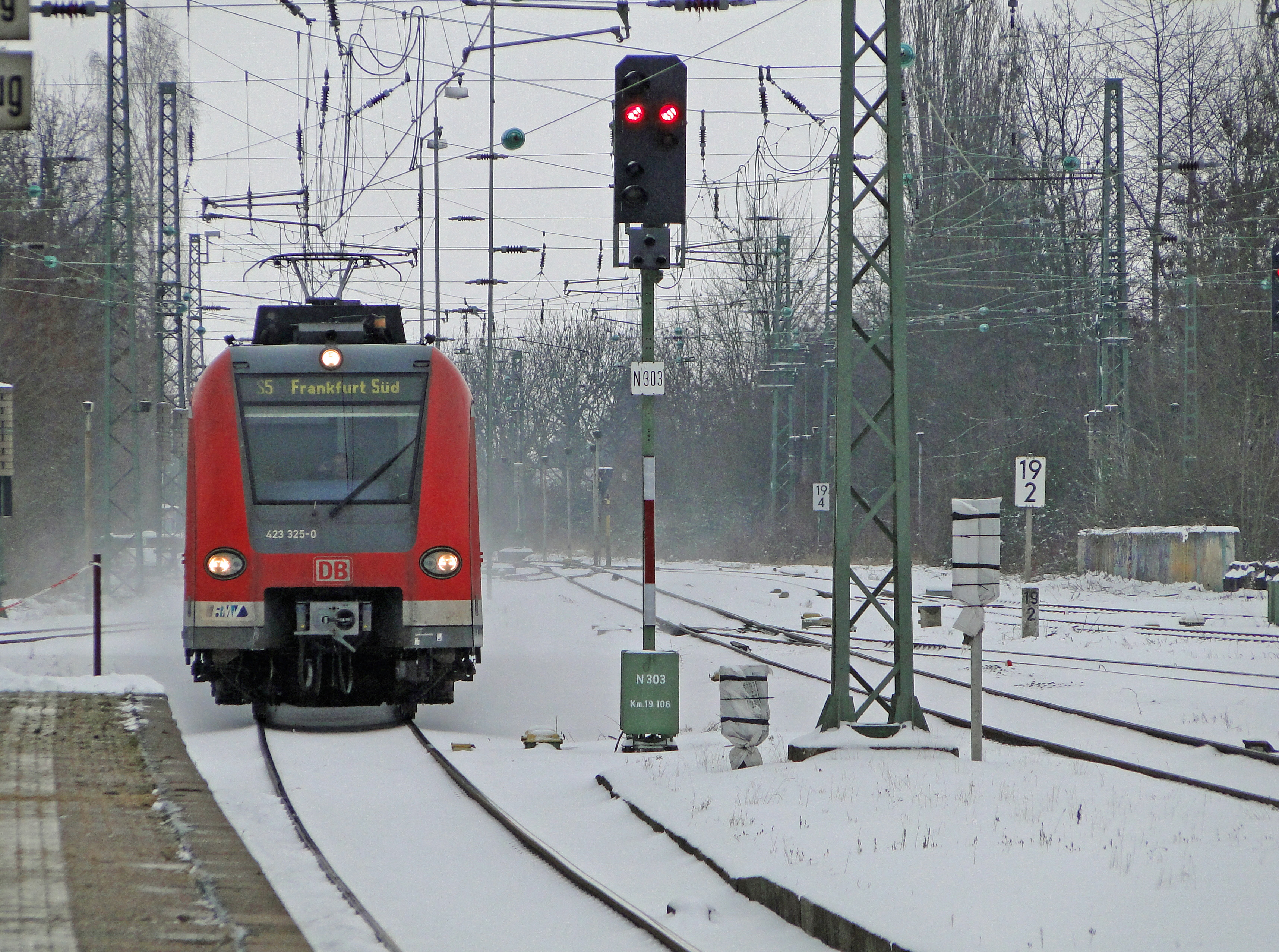
De S5 in Bad Homburg

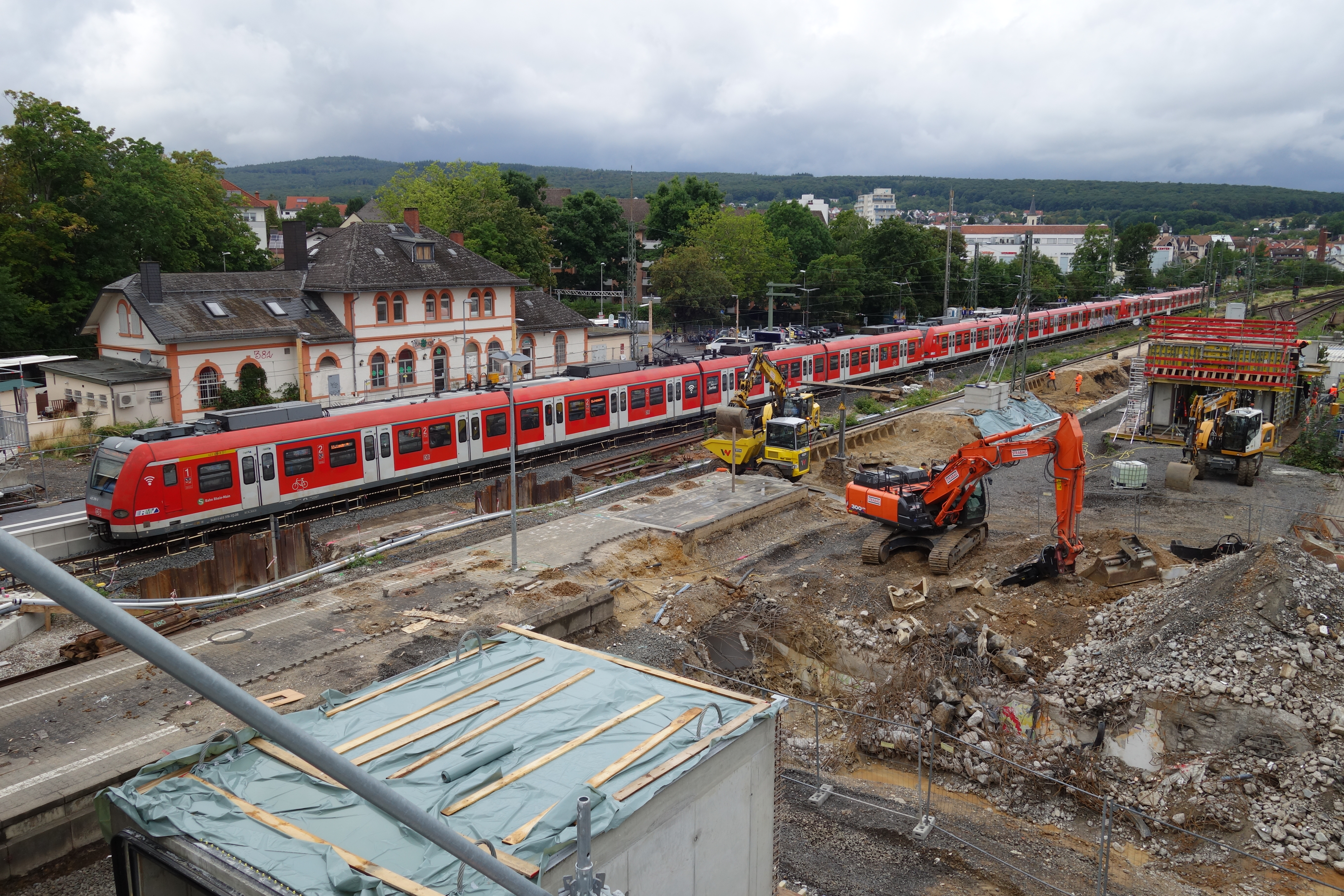
S5 in station Friedrichsdorf tijdens renovatiewerkzaamheden in 2023